# Krapez-Gletscher
Der Krapez-Gletscher (bulgarisch ледник Крапец lednik Krapez) ist ein 3,5 km langer und 1,4 km breiter Gletscher an der Danco-Küste des Grahamlands auf der Antarktischen Halbinsel. Auf der Pefaur-Halbinsel liegt er östlich des Agalina-Gletschers und westlich des Simselen-Gletschers und mündet mit nördlicher Fließrichtung in den östlichen Arm der Salvesen Cove.
Britische Wissenschaftler kartierten ihn 1978. Die bulgarische Kommission für Antarktische Geographische Namen benannte ihn 2010 nach Ortschaften im Nordwesten und Nordosten Bulgariens.